# Рабочий посёлок Тонкино
Рабочий посёлок Тонкино — городское поселение в Тонкинском районе Нижегородской области.
Административный центр — рабочий посёлок Тонкино.

## История
Городское поселение рабочий посёлок Тонкино образовано законом Нижегородской области от 15 июня 2004 года № 60-З «О наделении муниципальных образований — городов, рабочих посёлков и сельсоветов Нижегородской области статусом городского, сельского поселения», установлены статус и границы муниципального образования.

## Население
| 2002  | 2008  | 2009  | 2010  | 2011  | 2012  | 2013  |
| ----- | ----- | ----- | ----- | ----- | ----- | ----- |
| 5622  | ↘5029 | ↘4945 | ↗5157 | ↘5121 | ↘5059 | ↘4996 |
| 2014  | 2015  | 2016  | 2017  | 2018  | 2019  | 2020  |
| ↘4900 | ↘4840 | ↘4808 | ↘4792 | ↘4776 | ↘4680 | ↗4700 |
| 2021  |       |       |       |       |       |       |
| ↘4557 |       |       |       |       |       |       |

## Состав городского поселения
| № | Населённый пункт | Тип населённого пункта                  | Население |
| - | ---------------- | --------------------------------------- | --------- |
| 1 | Двоеглазово      | деревня                                 | ↘28       |
| 2 | Елховка          | деревня                                 | ↘0        |
| 3 | Каменное         | деревня                                 | ↘26       |
| 4 | Ломное           | деревня                                 | →0        |
| 5 | Новое Тонкино    | деревня                                 | →0        |
| 6 | Тонкино          | рабочий посёлок, административный центр | ↘4496     |
| 7 | Швецкое          | деревня                                 | ↘0        |